# Feyenoord in het seizoen 1990/91
Hier staan alle statistieken van Feyenoord tijdens het seizoen 1990/91.

## Wedstrijden

### PTT-Telecompetitie
| Datum      | Thuis            | Uitslag | Uit              | Doelpuntenmakers Feyenoord                                                                                      | Bijzonderheden |
| ---------- | ---------------- | ------- | ---------------- | --- | --- |
| 29-08-1990 | SVV Schiedam     | 0 - 0 * | Feyenoord        | | * Dit duel werd in De Kuip in Rotterdam gespeeld |
| 02-09-1990 | Feyenoord        | 6 - 0   | MVV              | 1-0 2' Van der Laan 2-0 9' Van der Laan 3-0 47' Kiprich 4-0 54' Van der Laan 5-0 60' Sabău 6-0 77' Van der Laan | |
| 09-09-1990 | Vitesse          | 0 - 0   | Feyenoord        | | |
| 16-09-1990 | Feyenoord        | 1 - 1   | PSV              | 1-0 51' Keur | |
| 23-09-1990 | Willem II        | 3 - 2   | Feyenoord        | 2-1 79' Griga 3-2 89' Griga                                                                                     | |
| 30-09-1990 | Feyenoord        | 3 - 0   | RKC Waalwijk *   | 1-0 9' Van der Laan 2-0 55' Griga 3-0 72' Blinker                                                               | * Speelde de wedstrijd uit met 10 spelers, (± 15 min.) |
| 05-10-1990 | Fortuna Sittard  | 3 - 2   | Feyenoord        | 1-1 32' Taument 2-2 71' Sabau                                                                                   | |
| 21-10-1990 | Feyenoord        | 1 - 1   | sc Heerenveen    | 1-0 10' Griga                                                                                                   | |
| 28-10-1990 | FC Twente        | 1 - 1   | Feyenoord        | 1-1 43' Kiprich                                                                                                 | |
| 04-11-1990 | Feyenoord        | 2 - 1   | Roda JC *        | 1-0 9' Griga 2-1 88' (pen.) Van der Laan                                                                        | * Speelde de wedstrijd uit met 10 spelers, (± 2 min.) |
| 11-11-1990 | FC Groningen *   | 1 - 1   | Feyenoord        | 0-1 65' Kiprich                                                                                                 | 78' Taument 78' Keur * Speelde de wedstrijd uit met 10 spelers, (± 12 min.) |
| 25-11-1990 | Feyenoord        | 0 - 2   | ADO Den Haag     | | |
| 02-12-1990 | FC Volendam      | 2 - 2   | Feyenoord        | 0-1 12' Fraser 2-2 76' Kiprich                                                                                  | |
| 09-12-1990 | Feyenoord        | 0 - 4   | Ajax             | | 0-1 18' (e.d.) Fraser |
| 23-12-1990 | FC Utrecht       | 2 - 0   | Feyenoord        | | |
| 27-01-1991 | Feyenoord        | 0 - 0   | N.E.C.           | | |
| 03-03-1991 | PSV              | 6 - 0 * | Feyenoord        | | * Na dit duel werden Gunder Bengtsson en Pim Verbeek ontslagen en werd Wim Jansen als interim-trainer benoemd                                                                                       |
| 10-03-1991 | Feyenoord *      | 0 - 1   | Willem II **     | | * Speelde de wedstrijd uit 10 spelers omdat het al 3 keer had gewisseld en een geblesseerde speler niet meer verder kon spelen, (± 20 min.) ** Speelde de wedstrijd uit met 10 spelers, (± 25 min.) |
| 17-03-1991 | sc Heerenveen    | 0 - 0   | Feyenoord        | | |
| 21-03-1991 | Feyenoord        | 1 - 1   | SVV Schiedam     | 1-0 44' Van der Laan                                                                                            | |
| 24-03-1991 | Feyenoord        | 0 - 0   | Fortuna Sittard  | | |
| 01-04-1991 | RKC Waalwijk     | 1 - 0   | Feyenoord        | | |
| 07-04-1991 | Feyenoord        | 2 - 2   | FC Twente        | 1-0 9' Sabau 2-2 90' Taument                                                                                    | |
| 14-04-1991 | Sparta Rotterdam | 1 - 1   | Feyenoord        | 1-1 60' Sabau                                                                                                   | |
| 19-04-1991 | Roda JC          | 0 - 0   | Feyenoord        | | |
| 28-04-1991 | Feyenoord        | 2 - 0   | FC Groningen     | 1-0 57' Kiprich 2-0 76' (pen.) Witschge                                                                         | |
| 01-05-1991 | MVV              | 0 - 2   | Feyenoord        | 0-1 3' Van der Laan 0-2 90' Taument                                                                             | |
| 05-05-1991 | ADO Den Haag     | 0 - 2   | Feyenoord        | 0-1 32' Griga 0-2 82' Scholten                                                                                  | |
| 09-05-1991 | Feyenoord        | 0 - 0   | Vitesse          | | |
| 12-05-1991 | Feyenoord        | 3 - 0   | FC Volendam      | 1-0 28' Sabau 2-0 51' Witschge 3-0 89' Sabau                                                                    | |
| 20-05-1991 | Ajax             | 2 - 0   | Feyenoord        | | |
| 26-05-1991 | Feyenoord        | 0 - 0   | FC Utrecht       | | |
| 09-06-1991 | Feyenoord        | 4 - 3   | Sparta Rotterdam | 1-2 30' Van der Laan 2-2 45' Kiprich 3-3 66' Fraser 4-3 75' Kiprich                                             | |
| 16-06-1991 | N.E.C.           | 2 - 1   | Feyenoord        | 1-1 78' Farrington                                                                                              | |

### KNVB beker

#### Tweede ronde
De elf hoogst geklasseerde clubs uit de Eredivisie stromen tijdens de tweede ronde van het toernooi in en konden niet tegen elkaar geloot worden.
| Datum      | Thuis           | Uitslag | Uit       | Doelpuntenmakers Feyenoord | Bijzonderheden           |
| ---------- | --------------- | ------- | --------- | -------------------------- | ------------------------ |
| 14-12-1990 | SC Heracles '74 | 0 - 1   | Feyenoord | 0-1 40' Kiprich            | ?', 69' Fraser 82' Sabau |

#### Derde ronde
| Datum      | Thuis     | Uitslag | Uit       | Doelpuntenmakers Feyenoord       | Bijzonderheden |
| ---------- | --------- | ------- | --------- | -------------------------------- | -------------- |
| 23-01-1991 | Feyenoord | 2 - 1   | NAC Breda | 1-0 40' Witschge 2-0 83' Taument |                |

#### Kwartfinale
| Datum      | Thuis         | Uitslag | Uit       | Doelpuntenmakers Feyenoord                                | Bijzonderheden |
| ---------- | ------------- | ------- | --------- | --------------------------------------------------------- | -------------- |
| 12-03-1991 | Dordrecht '90 | 1 - 3   | Feyenoord | 0-1 30' Van der Laan 0-2 65' Blinker 0-3 69' Van der Laan |                |

#### Halve finale
| Datum      | Thuis | Uitslag | Uit       | Doelpuntenmakers Feyenoord | Bijzonderheden |
| ---------- | ----- | ------- | --------- | -------------------------- | -------------- |
| 11-04-1991 | PSV   | 0 - 1   | Feyenoord | 0-1 53' Fraser             |                |

#### Finale
| Zondag 2 juni 1991, KNVB beker Finale * | Feyenoord ** | 1-0 (1-0) | BVV Den Bosch | Opstelling Feyenoord **                                                                                          | Opstelling BVV Den Bosch |  |
| Stadion: De Kuip, Rotterdam Toeschouwers: 52.000 Blankenstein | Witschge 8'  |           |               | De Goey, Van Gobbel, De Wolf, Metgod , Fraser, Scholten, Sabau, Witschge, Taument, Kiprich 74' ( Griga), Blinker | Van Grinsven, Bults, Meulendijk, Van Eck, Laponder, Brocken, Nijhuis 46' ( Netten), Gösgens 78' ( Derksen), Van Schijndel, De Gier, Van der Borgt |  |
| Stadion: De Kuip, Rotterdam Toeschouwers: 52.000 Blankenstein |              |           |               | De Goey, Van Gobbel, De Wolf, Metgod , Fraser, Scholten, Sabau, Witschge, Taument, Kiprich 74' ( Griga), Blinker | Van Grinsven, Bults, Meulendijk, Van Eck, Laponder, Brocken, Nijhuis 46' ( Netten), Gösgens 78' ( Derksen), Van Schijndel, De Gier, Van der Borgt |  |
| Stadion: De Kuip, Rotterdam Toeschouwers: 52.000 Blankenstein |              |           |               | De Goey, Van Gobbel, De Wolf, Metgod , Fraser, Scholten, Sabau, Witschge, Taument, Kiprich 74' ( Griga), Blinker | Van Grinsven, Bults, Meulendijk, Van Eck, Laponder, Brocken, Nijhuis 46' ( Netten), Gösgens 78' ( Derksen), Van Schijndel, De Gier, Van der Borgt |  |
| Bijz.: * Vlak voor tijd van deze finale kwamen Feyenoord-supporters het veld op, waardoor de wedstrijd werd afgefloten. Desondanks kreeg Feyenoord de beker wel uitgereikt. Hierdoor kwam er nog wel een rechtszaak. |              |           |               | | |  |

| ** Winnaar KNVB beker 1990/91 |
| ----------------------------- |
| Zevende titel                 |

##### Rechtszaak
Door wat er allemaal gebeurde tijdens de bekerfinale heeft BVV Den Bosch besloten om daarop een kort geding aan te spannen tegen het Bestuur Betaald Voetbal van de KNVB. BVV Den Bosch kreeg gelijk van de rechter en de tweede helft van de bekerfinale moest worden overgespeeld in het Goffertstadion van NEC. Daarop spande Feyenoord weer een kort geding aan, omdat de club van mening was dat het onmogelijk was om de spelers tijdig van vakantie terug te halen. Dit kort geding won Feyenoord en de bekerfinale moest op een later tijdstip worden overgespeeld. De UEFA was dusdanig ontstemd over het feit dat BVV Den Bosch naar de burgerrechter was gestapt, dat het BVV Den Bosch voor drie jaar uitsloot voor deelname aan de Europa Cups. In een latere rechtszaak werd het eerdere vonnis vernietigd en bleef Feyenoord de bekerwinnaar. Op het uitsluiten van BVV Den Bosch voor de Europa Cups werden door GroenLinks kamervragen gesteld.

## Selectie
De selectie staat op alfabetische volgorde.
| Positie | Speler                          |
| ------- | ------------------------------- |
| A       | Dwight Blackson                 |
| A       | Regi Blinker                    |
| V       | René Brochard                   |
| A       | Mark Farrington                 |
| V       | Henk Fraser                     |
| V       | / Ulrich van Gobbel             |
| DM      | Ed de Goey                      |
| DM      | Rob Grauwmeijer                 |
| M       | Stanislav Griga                 |
| V       | Ruud Heus                       |
| DM      | Ricardo de Jongh (tot dec 1990) |
| A       | Piet Keur                       |
| A       | József Kiprich                  |
| A       | Harry van der Laan              |
| M       | Ton Lokhoff (tot dec 1990)      |

| Positie | Speler                      |
| ------- | --------------------------- |
| V       | John Metgod                 |
| V       | Paul Nortan                 |
| V       | Gerrit Plomp (tot dec 1990) |
| M       | Ioan Sabău                  |
| V       | Remco Schol                 |
| M       | Arnold Scholten             |
| A       | Marchanno Schultz           |
| V       | / Jerry Smith               |
| A       | Gaston Taument              |
| V       | Sjaak Troost                |
| V       | / Raymond Victoria          |
| DM      | Harald Wapenaar             |
| M       | Steve Wasiman               |
| M       | Rob Witschge                |
| V       | John de Wolf                |

## Topscorers
Legenda
- Doelpunt
- Waarvan Strafschoppen

Er wordt steeds de top 3 weergegeven van elke competitie.

### PTT-Telecompetitie
| Plek | Speler             |   | Gescoord met penalty |
| ---- | ------------------ | - | -------------------- |
| 1.   | Harry van der Laan | 9 | 1                    |
| 2.   | József Kiprich     | 7 | 0                    |
| 3.   | Stanislav Griga    | 6 | 0                    |
| 3.   | Ioan Sabau         | 6 | 0                    |

### KNVB beker
| Plek | Speler             |   | Gescoord met penalty |
| ---- | ------------------ | - | -------------------- |
| 1.   | Harry van der Laan | 2 | 0                    |
| 1.   | Rob Witschge       | 2 | 0                    |
| 3.   | Regi Blinker       | 1 | 0                    |
| 3.   | Henk Fraser        | 1 | 0                    |
| 3.   | József Kiprich     | 1 | 0                    |
| 3.   | Gaston Taument     | 1 | 0                    |

### Overall
| Plek | Speler             |    | Gescoord met penalty |
| ---- | ------------------ | -- | -------------------- |
| 1.   | Harry van der Laan | 11 | 1                    |
| 2.   | József Kiprich     | 8  | 0                    |
| 3.   | Stanislav Griga    | 6  | 0                    |
| 3.   | Ioan Sabau         | 6  | 0                    |

Ajax ·
Feyenoord ·
Fortuna Sittard ·
FC Groningen ·
FC Den Haag ·
sc Heerenveen ·
MVV ·
N.E.C. ·
PSV ·
RKC ·
Roda JC ·
Sparta Rotterdam ·
SVV ·
FC Twente ·
FC Utrecht ·
Vitesse ·
FC Volendam ·
Willem II